# Église Notre-Dame-des-Bruyères de Sèvres
L'église Notre-Dame-des-Bruyères est une église de la commune de Sèvres, située 25, rue du Docteur-Roux,.

## Histoire

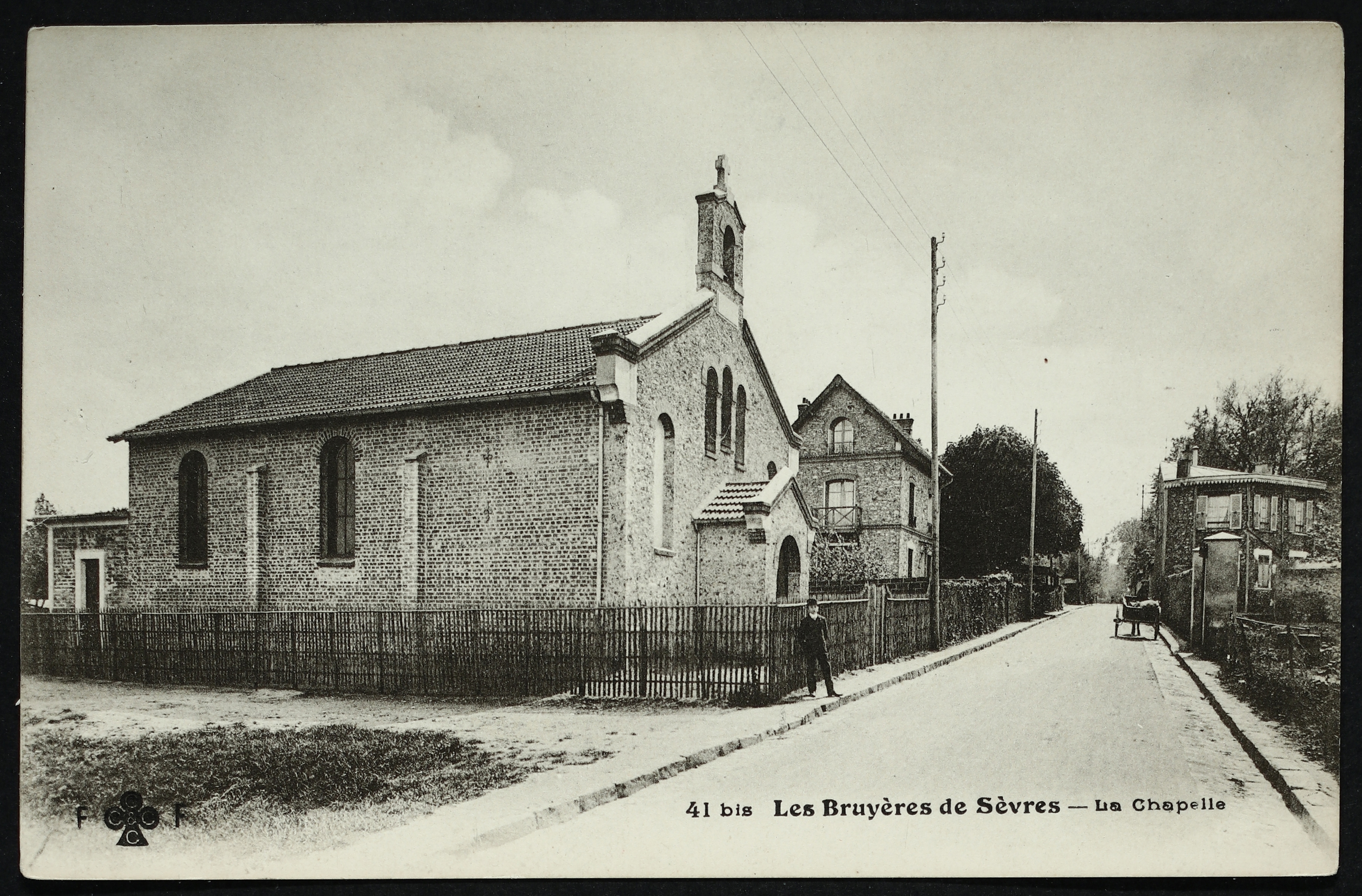
Les Bruyères de Sèvres - La chapelle - Début du XXe siècle.

En 1930 fut tout d'abord édifiée une chapelle, sur la rue des Bruyères, entre les rues Foury et Charpentier. Elle fut érigée en paroisse en 1962, puis détruite en 1971. Elle fut enfin reconstruite à son emplacement actuel en 1968.